# مارسيو غوايانو
مارسيو غوايانو (بالبرتغالية: Márcio de Azevedo‏) هو لاعب كرة قدم برازيلي في مركز الدفاع، ولد في 23 سبتمبر 1969 في غويانيا في البرازيل. لعب مع جمعية بورتوغيزا الرياضية.